# London Baroque
Le London Baroque est un ensemble britannique de musique baroque sur instruments anciens (period instruments), fondé en 1978.

## Historique
Le London Baroque a été fondé en 1978 à Londres en Angleterre par Charles Medlam, Ingrid Seifert et John Toll. D'autres musiciens ont rejoint le groupe plus tard, comme Richard Gwilt en 1983, Steven Devine en 2007 et Irmgard Schaller.
Le London Baroque est un visiteur régulier des festivals de Salzbourg, Edinburgh, Bath, Beaune, Innsbruck, Utrecht et York ainsi que des festivals Bach de Stuttgart, Ansbach et Lausanne,.
Au fil des années, le London Baroque est apparu à la télévision dans de nombreux pays comme l'Angleterre, la France, l'Allemagne, la Belgique, l'Autriche, les Pays-Bas, l'Espagne, la Suède, la Pologne, le Brésil, l'Estonie, la Hongrie et le Japon.

## Répertoire
Le répertoire du London baroque, centré sur la musique de chambre, s'étend sur une période allant de la fin du XVIe siècle jusqu'à Mozart et Haydn.

## Effectif
Le London Baroque se compose actuellement de 5 musiciens permanents :
- Charles Medlam, cofondateur du London Baroque en 1978 avec Ingrid Seifert et John Toll ;  il joue sur une basse de viole anglaise à 7 cordes construite en 1680 et un violoncelle construit en 1720 à Pérouse par Finnocchi ;
- Ingrid Seifert, violoniste autrichienne qui participa à la fondation de l'ensemble en 1978 après avoir joué occasionnellement avec le Concentus Musicus Wien de Nikolaus Harnoncourt ; elle joue sur un violon baroque Jacobus Stainer construit en 1661 ;
- Richard Gwilt qui rejoignit le groupe en 1983 après avoir étudié à l'université de Birmingham et à l'université du Michigan aux États-Unis, où il commença à jouer du violon baroque ;
- Irmgard Schaller, une autrichienne née à Salzbourg qui suivit les cours de Nikolaus Harnoncourt au Mozarteum, avant de se spécialiser en violon baroque au Conservatoire Royal de La Haye dont elle fut diplômée en 1989 ; après avoir joué avec de nombreux ensembles renommés comme les English Baroque Soloists, La Petite Bande, Anima Eterna, le Concerto Palatino, l'Ensemble 415 et les Taverner Players, elle joue maintenant principalement avec le London Baroque et l'Orchestre du XVIIIe siècle ;
- Steven Devine, claviériste de l'Orchestre de l'âge des Lumières (Orchestra of the Age of Enlightenment) qui rejoignit le London Baroque en 2007.

Selon les besoins, l'ensemble peut adopter un effectif nettement plus large comportant par exemple un chœur plus 8 violons et violons alto, 3 basses de violon, une viole de gambe, 2 flûtes, un clavecin et un théorbe (exemple du Venus et Adonis de John Blow).

## Discographie
Le London Baroque a réalisé une vingtaine d'enregistrements chez Harmonia Mundi et à peu près autant pour le label BIS Records.

### Chez Harmonia Mundi
- La Gamme de Marin Marais (HMC 901105)
- Church Sonatas de Mozart (HMC 901137)
- Sonatas en trio de JS Bach (HMC 901173)
- Sonatas de Schmelzer et Muffat (HMC 901220)
- Musiques de Théatre Circé H.496, Andromède H.504, concert à 4 parties de violes H.545, Sonate à huit H.548 de Marc-Antoine Charpentier (HMC 901244)
- Aci, Galatea e Polifemo' de Handel (HMC 901253)
- Venus and Adonis de Blow (HMC 901276)
- Chamber music de Henry Purcell(HMC 901327)
- Complete trio sonatas Op. 1-4 de Corelli (HMC 901342-5)
- Trio Sonatas Op. 2 de Handel (HMC 901379)
- Trio Sonatas Op. 5 de Handel (HMC 901389)
- Concertos K 107 de Mozart/Bach (HMC 901395)
- Sonatas for Gamba de Carl Philipp Emanuel Bach (HMC 901410)
- Setts a 3 de William Lawes (HMC 901423)
- Trio sonatas de Purcell
- Trio Sonatas de Carl Philipp Emanuel Bach (HMC 901511)
- Sonatas, Partitas, Canon de Pachelbel (HMC 901539)
- Concertos for harpsichord de Wilhelm Friedemann Bach (HMC 901558)
- Chamber music de Johann Christoph Friedrich Bach (HMC 901587)
- Trio sonatas Op. 4 de Jean-Marie Leclair (HMC 901617)
- Sonatas et Ouvertures Op. 13 de Jean-Marie Leclair (HMC 901618)

### Chez BIS
- Trio Sonatas Op.I etc de Vivaldi (BIS CD 1025/1026)
- Christmas music de Scarlatti, Bach, Corelli and Pachelbel avec Emma Kirkby (BIS CD 1135)
- Latin Motets de Handel avec Emma Kirkby (BIS CD 1065)
- Fantasias de Purcell (BIS CD 1165)
- Pièces de Clavecin en Concert de Rameau (BIS CD 1385)
- Apothéoses de Corelli et Lulli, La Sultane, La Steinkerque de Couperin (BIS CD 1275)
- Trio Sonatas de Bach (BIS CD 1345)
- The Trio Sonata in 17th-century England : Purcell, Blow, Simpson, Jenkins, etc (BIS CD 1165)
- The Trio Sonata in 17th-century France : Lully, Couperin, Clerambault, Marais, Jean-Féry Rebel, etc (BIS CD 1465)
- The Trio Sonata in 17th-century Germany : Kerll, Rosenmuller, Buxtehude, Schmelzer, etc (BIS CD 1545)
- The Trio Sonata in 17th-century Italy : Cima, Turini, Castello, Cavalli, Corelli, etc (BIS CD 1795)
- The Trio Sonata in 18th-century England : Avison, Boyce, Arne, Boyce, Abel, etc (BIS CD 1765)
- The Trio Sonata in 18th-century France : Couperin, Dolle, Leclair, Guignon, etc (BIS CD 1855)
- The Trio Sonata in 18th-century Germany : Goldberg, JCF Bach, Graun, Telemann, CPE Bach (BIS CD 1995)
- The Trio Sonata in 18th-century Italy : Albinoni, Locatelli, Gallo, Tartini, Vivaldi, Porpora (BIS CD 2015)
- Cantatas for baritone de Rameau et Campra avec Peter Harvey (BIS CD 1495)
- Leçons de Tenebres de François Couperin et Michel-Richard de Lalande avec Emma Kirkby et Agnès Mellon (BIS CD 1575)
- Roman Cantatas de Handel avec Emma Kirkby (BIS CD 1695)
- Gloria, German Airs, Trio sonata in F de Handel avec Emma Kirkby (BIS CD 1695)